# Mansueto de Toul
San Mansueto ( en francés Mansuy) (d. 375) fue el primer obispo de Toul. Se cree que es de origen escocés o irlandés. Después de estudiar el Roma, fue enviado por el papa Dámaso I para evangelizar la Galia, convirtiéndose en el primer obispo en 365.

## Veneración
Desgún el escrito Vita Sancti Gerardi, Gerardo de Toul (r. 963–994) llevó las reliquias de Mansueto y San Apro a Toul y las colocó en la Iglesia de San Juan Bautista cuando estaba enfermo.
Su festividad se celebra el 3 de septiembre.